# Kožany
Kožany (in ungherese Kozsány, in tedesco Scheckenhau) è un comune della Slovacchia facente parte del distretto di Bardejov, nella regione di Prešov.

## Storia
Il villaggio viene citato per la prima volta nel 1427 quando entrò a far parte dei possedimenti dei Perény signori di Kučín. Nel XV secolo passò alla Signoria di Nový Hrad.